# Új Kelet (folyóirat, 1918)
Az Új Kelet magyar nyelvű független izraeli nyomtatott újság.

## AzÚj Keletsajtótörténeti adatai

### A lap alapítása és Romániában való megjelenésének időszaka (1918–1940)
Az Új Kelet című magyar nyelvű hetilapot 1918. december 19-én alapították Kolozsvárott Chajjim Weiszburg, a cionista mozgalom egyik vezéralakjának a kezdeményezésére. A lap szerkesztőségének vezetőségi tagjai ekkor Székely Béla, Giszkalay János, Kaczér Illés, Újvári Péter, Szabó Imre, Benamy Sándor, Salamon László és Danzig Hillél voltak. 1918-tól Székely Béla, 1919-től Marton Ernő volt a lap kiadója. 1920-ban a hetilap napilappá alakult át. 1926-ban a lap főszerkesztője Giszkalay János volt. Romániában az Új Keletet 1927-től 1940-ig Jámbor Ferenc adta ki. Észak-Erdély Magyarországhoz való visszacsatolása (1940) után a lapot betiltották.

### A lap újraalapítása és Izraelben való megjelenésének időszaka (1948–)
1948-ban a lapot Marton Ernő újraindította Tel-Avivban. A marokkói származású George Edri feleségének édesapja volt az előző tulajdonos, így, egy tulajdonosváltás során lett övé a lap.
A napilap izraeli munkatársai az 1948-at követő évtizedekben többek között Alexander Sauber, Kasztner Rezső, Yossef Lapid, Efrájim Kishon, Rappaport Ottó, Benedek Pál voltak.
Az Új Kelet 1996-ban 20. 000 példányban jelent meg. A közel egy évszázad alatt csupán egy időszakos megszakítással (1940–1948) megjelenő, nagy hagyományú sajtótermék 2010-től kezdődően huszonnégy oldalas hetilapként jelent meg Erős-Hajdu Szilvia vezetésével. A lap tulajdonosai George és Chaia Edri, 2015 nyarán bejelentették, hogy megszűnik a hetilap, de ez nem a lap teljes megszűnését, csupán az átalakulását jelentette.
2016 januárjától a lap havonta jelent meg Steiner Kristóf főszerkesztésében. 2016 októberétől Vadász Éva látja el a főszerkesztői feladatokat. Az Új Kelet újság weboldala az izraelinfo.com magyar nyelvű, Izraelben működő portálon elérhető. 
A szerkesztőség tagjai:
- Főszerkesztő: Vadász Éva
- Kreatív szerkesztő Steiner Kristóf
- Képszerkesztő: Salamon Sára
- Olvasószerkesztő: Bedő J. István
- Tördelés, grafika: Szász Julianna
- Korrektor: Sebő Anna

Állandó szerzők: Arje Singer, Avi ben Giora, Balázs Ibi, Borgula András, Egervári Vera, Frank Peti, Grünhut Éva, Halmos László, Halmos Sándor, Korányi Eszter, Krasznai Éva, Lévai György, Markovits Mária, Markovic Radmila, Dr. Paszternák András, Róna Éva, Schnapp Lea, Szabó Orsi, Surányi J. András.
Nyomda: Hadfusz Hechadas Kft., Rison Lecion, Izrael
Terjesztő: Bar Hafaca, Rison Lecion, Izrael